# Afrique des Grands Lacs

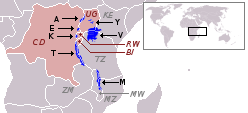
Les Grands lacs africains :
A – lac Albert • E – lac Édouard • K – lac Kivu • T – lac Tanganyika • Y – lac Kyoga • V – lac Victoria • M – lac Malawi
Pays voisins :
– République démocratique du Congo • – Ouganda • – Rwanda • – Burundi • KE – Kenya • TZ – Tanzanie • ZM – Zambie • MZ – Mozambique • MW – Malawi

L'Afrique des Grands Lacs désigne les quatre pays africains qui bordent les Grands Lacs d'Afrique de l'Est.
- Le Burundi ;
- La République démocratique du Congo ;
- L'Ouganda ;
- Le Rwanda.

C'est une désignation plus politique que géographique.
L'expression « Afrique des Grands Lacs » fut employée pour la première fois au XIXe siècle par les explorateurs britanniques partis aux sources du Nil (Richard Francis Burton, David Livingstone et Henry Morton Stanley).
L’Afrique interlacustre (littéralement « entre-lacs ») est un synonyme ou un quasi-synonyme.

Carte de l'Afrique des Grands Lacs

## Géographie
Voir les grands lacs d'Afrique.
Cette région est aussi parfois confondue avec l'Afrique centrale, bien que, selon les utilisateurs de l'expression, cela ne concerne pas exactement les mêmes pays. L'Ouganda est considéré comme faisant partie de l'Afrique de l'Est, et même parfois également le Rwanda et le Burundi qui sont à la frontière des deux régions.
Le Kenya, bordant le lac Victoria, et la Tanzanie, bordant le lac Tanganyika, ne sont pas considérés, à tort ou à raison, comme faisant partie de l'ensemble politique des grands lacs, de même que les pays situés autour du lac Malawi (mais font partie de la « région des Grands Lacs »).
Géologiquement, la zone se morcelle, à la vitesse de quelques centimètres par an. L'Afrique sera alors coupée en plusieurs plaques continentales.

## Histoire
- Voir aussi liste de royaumes de l'Afrique des Grands Lacs
- Voir aussi populations de l'Afrique des grands lacs et les articles concernant chaque pays.

Si le Burundi et le Rwanda furent colonisés par l'Allemagne puis la Belgique, l'Ouganda le fut par la Grande-Bretagne et la RDC par le roi des Belges Léopold II, puis par la Belgique.
Après les indépendances dans les années soixante, les événements principaux de cette histoire régionale :
- au Burundi : les massacres de 1972 (voir : Ikiza), l'élection puis l'assassinat de Melchior Ndadaye en 1993, l'alternance pacifique Hutu/Tutsi de Pierre Buyoya et Domitien Ndayizeye, résultant d'accords de paix après 2000 et l'élection de Pierre Nkurunziza en août 2005
- en RDC : l'assassinat de Patrice Lumumba, la dictature de Mobutu Sese Seko et la succession des Kabila, la première guerre du Congo, puis la deuxième guerre du Congo
- en Ouganda : l'avènement de Yoweri Museveni après les dictatures de Milton Obote et Idi Amin Dada
- au Rwanda : la persécution et l'exil des Tutsi, les républiques Hutu de Grégoire Kayibanda et Juvénal Habyarimana, le génocide au Rwanda (menant à une crise des réfugiés en Afrique des Grands Lacs) et la gouvernance de Paul Kagame

## Politique
Aujourd'hui, cette région est très marquée par le génocide des Tutsis qui a achevé de la déstabiliser après la lente chute du mobutisme au Zaïre. Le règlement de la question des Interahamwe qui a longtemps gangrené la région semble avoir trouvé un début de règlement en 2005.
Géant géographique et géologique, la République démocratique du Congo a beaucoup de mal à trouver une dynamique politique qui puisse entraîner la région. De nombreux projets de développement restent dans les cartons faute d'entente régionale, notamment en ce qui concerne la production d'énergie. L'influence de l'Ouganda et du Rwanda dans l'Est du Congo est un des facteurs des difficultés de ce pays, celle des pays occidentaux et de leurs multinationales en étant un autre. Le potentiel du lac Kivu, commun au Congo et au Rwanda ne pourra être exploité que lorsque les deux pays trouveront un terrain d'entente. La diplomatie, très active, permettra peut être de déboucher sur une solution.
Le Burundi tente de trouver une unité parmi la mosaïque de groupes politiques marqués par l'ethnisme colonial[Quoi ?], intégré et inscrit dans sa constitution.
Le Rwanda essaye d'échapper au même ethnisme colonial qu'au Burundi et l'a banni de sa constitution. Il a une dynamique certaine[réf. nécessaire], soutenue par les É.-U., mais grevée par ses opposants, anciens génocidaires ou non, qui de l'extérieur entretiennent une campagne de communication virulente contre le régime de Paul Kagame[réf. nécessaire]. Le Rwanda a pour objectif politique de devenir un centre de services pour cette région[réf. nécessaire].
L'Ouganda n'a pas résolu tous ses problèmes d'unité. Au nord du pays des rebelles sont toujours actifs. Il exerce une forte influence économique sur le Rwanda.
Les influences anglophones (Ougandais et une partie des dirigeants Rwandais) et francophones (Burundais, Congolais et Rwandais) s'y exercent. La France et les États-Unis d'Amérique sont les deux principaux pays qui exercent cette influence aujourd'hui. Le Rwanda est au cœur de la ligne de partage de cette influence.
Deux pays sont actuellement soumis à une présence de forces de l'ONU : le Burundi avec la Binub et la République démocratique du Congo avec la Monuc.
« Les États des grands lacs remettaient en question les croyances raciales dévalorisantes concernant les capacités intellectuelles et culturelles des Africains », observe l'archéologue Andrew Reid. L'idée d'une invasion nilotique était une façon d'expliquer l'existence de royaumes évolués au cœur de l'Afrique. Le seul problème : elle était erronée. Cela n'empêcha pas les Tutsis et autres élites d'adopter la fable de leurs origines exotiques de la majorité hutue. Et, après la partition de l'Afrique de l'Est entre les différentes puissances européennes, à la fin du XIXe siècle, les Allemands, puis les Belges, ne furent que trop heureux de coopter ce qui leur semblait constituer la hiérarchie sociale naturelle, et de donner la préférence à la minorité supérieure - selon eux - des Tutsis. Malgré les différences physiques souvent mises en exergue entre les deux groupes, il était si difficile de les distinguer l'un de l'autre qu'en 1993 les Belges instituèrent des cartes d'identité[réf. nécessaire] : les 15 % de la population qui possédaient du bétail ou présentaient certains traits physiques particuliers étaient définis comme étant des Tutsis, tandis que les autres étaient des Hutus. Ces cartes d'identité organisaient officiellement un système de castes divisant un peuple en deux. Elles allaient être utilisées pendant le génocide rwandais pour déterminer qui devait mourir et qui devait vivre. Quand les colonisateurs avaient accordé l'indépendance aux pays de la région, au début des années 1960, les hostilités ethniques entre Tutsis et Hutus avaient déjà provoqué des vagues de tueries et de représailles meurtrières. Les tensions entre les deux groupes persistent de nos jours en République démocratique du Congo. Mais le génocide rwandais a eu bien d'autres causes que la seule haine ethnique entre Tutsis et Hutus.